# ماریا کاردونا
ماریا کاردونا (به اسپانیایی: Maria Cardona) (متولد ۱۲ نوامبر ۱۹۶۶) سیاست‌مدار کلمبیایی است که در گروه میدان دیویی فعالیت می‌کند. او هم‌اکنون در ایالات متحده زندگی می‌کند.

## اوایل زندگی
ماریا ترزا کاردونا در بوگوتای کلمبیا متولد شد. او در سن دو سالگی با خانواده‌اش به ایالات متحده مهاجرت کرد و در اوهایو زندگی کرد اما اندکی پس از آن در لیسبورگ، فلوریدا اقامت گزید. وی فارغ التحصیل دانشگاه دوک است.

## حرفه

### شروع حرفه
کاردونا پنج سال در وزارت بازرگانی ایالات متحده گذراند. وی پس از سقوط هواپیما به دامنه کوهی در کرواسی که منجر به کشته شدن وزیر براون شد، تنها وظیفه داشت که فقط جلسه مستقیم مطبوعات را اداره کند. وی سپس به سمت دبیر مطبوعاتی دبیران ویلیام دالی و میکی کانتور ادامه داد. در حالی که در آنجا بود، وی به عنوان استراتژیست ارتباطات پیشگام برای تصویب قرارداد تجارت آزاد آمریکای شمالی (NAFTA) در سال ۱۹۹۳ عمل کرد. در سال ۱۹۹۷، به وی نشان خدمات نقره ای فدرال مدال نقره وزارت بازرگانی اهدا شد.